# Бэмби (граффитистка)
Бэмби (англ. Bambi) — псевдоним британской современной уличной художницы. Темами её работ служат современная женская идентичность и её отношение к патриархальной культуре. Также в своём творчестве Бэмби делает акцент на политической и социальной несправедливости. Её псевдоним происходит от её детского семейного прозвища «Бамбино» (англ. Bambino). Бэмби — популярная художница в мире шоу-бизнеса.
Среди коллекционеров её работ значатся Рианна,, Брэд Питт, Адель, Робби Уильямс и Марк Оуэн, участница группы Take That. Трафаретные работы Бэмби описываются как смелые и мужественные внешне, исследующие темы феминизма, а также популярной и уличной культуры.

## Работы

Эми Уайнхаус, Камден

Бэмби получила признание за свои трафаретные граффити, которые она создавала по всему Лондону. Бэмби впервые привлекла к себе внимание в 2011 году своей работой в Камдене «Эми Джейд» (англ. Amy Jade), выражавшей дань уважения покойной певице Эми Уайнхаус в Камдене. Известность ей также граффити «Бриллианты — лучшие друзья девушки», где молодая королева Елизавета II была изображена в роли королевы бриллиантов, как в журнале «Time» в 2012 году..
В феврале 2017 года Бэмби создала мурал под названием «Ложь-Ложь Ленд» (англ. Lie Lie Land) на стене Галереи Кросс-стрит в лондонском районе Ислингтон с изображением премьер-министра Великобритании Терезы Мэй и американского президента Дональда Трампа в танцевальной позе, аналогичной показанной на постере фильма «Ла-Ла Ленд». Работа стала туристической достопримечательностью, пока она не была закрашена новыми владельцами в январе 2017 года.

Папа даёт нам надежду, 2017 год, Венеция

На своей первой персональной выставке в Италии, на 57-й Венецианской биеннале, Бэмби создала на набережной работу «Папа даёт нам надежду» (англ. The Pope Gives Us Hope). На ней изображён папа римский, обращающийся к белому медведю в опрокидывающейся лодке. Сюжет этого граффити является отсылкой к комментариям папы в конце 2016 года об изменении климата и его призыве положить конец разрушению окружающей среды. Бэмби, известная как многолетний защитник окружающей среды, также была вдохновлена документальным фильмом «До потопа» Леонардо Ди Каприо и Фишера Стивенса.

Будьте такими непослушными, какими хотите, 2017 год

31 августа 2017 года, в 20-ю годовщину смерти принцессы Дианы, Бэмби представила свою работу «Будьте такими непослушными, какими хотите» (англ. Be As Naughty As You Want) в лондонском районе Ковент-Гарден. На ней принцесса Диана представлена в роли диснеевской Мэри Поппинс, уносимой в небо с помощью волшебного летающего зонтика, за которой наблюдают принц Джордж и принцесса Шарлотта.

## Дебаты
В 2010 году случай вандализма с популярным трафаретом Бэмби в Примроуз-Хилл вызвал длительные дебаты на уровне города Лондон о сохранении уличного искусства и привёл к тому, что власти Ислингтона предложили создать общественный комитет для принятия решений о будущей защите уличного искусства.

## Критика

Акула с бабочкой

В 2014 Бэмби написала пять муралов с акулами для поп-ап галереи на строительной площадке в Ислингтоне. Оцененные в сумму более 20 000 фунтов стерлингов, они были украдены в одночасье ворами, которые перелезли через стену и ворвались в зону реконструкции. Украденные работы планировалось продать на благотворительном аукционе «Искусство против ножей».